# Régine Hunziker-Rodewald
Régine Hunziker-Rodewald (* 3. November 1953 in Berlin) ist eine evangelische Theologin und Professorin an der Faculté de Théologie Protestante der Universität Straßburg.
Hunziker-Rodewald hat die schweizerische und die deutsche Staatsbürgerschaft.
Ihre Forschungsschwerpunkte liegen auf dem Gebiet der Archäologie, dem Alten Testament, der Geschichte Israels und der Geschichte des Nahen Ostens.

## Leben
Von 1987 bis 1995 studierte Hunziker-Rodewald Theologie an der theologischen Fakultät der Universität Bern.
1993 erhielt sie für ihre Masterarbeit den Fakultätspreis.
Die Masterarbeit hatte das Thema Aschera im Alten Testament – Konkurrenz für den alleinigen Gott? Eine biblische Untersuchung. Unter Berücksichtigung neuer ausserbiblischer Textfunde in Palästina.
Von 1995 bis 2005 arbeitete Hunziker-Rodewald als wissenschaftliche Assistentin, ab 2004 als Dozentin, an der theologischen Fakultät der Universität Bern.
Während dieser Zeit promovierte sie 2001 mit einer Arbeit zum Thema  Hirt und Herde. Ein Aspekt alttestamentlichen Gottesverständnisses.
2005 habilitierte sie sich mit einer Arbeit zum Thema König Saul und die Geister. Zur Entwicklung des Saulbildes in der Bibel und in der Geschichte ihrer Rezeption
und erlangte 2006 die Lehrberechtigung für Altes Testament.
Von 2006 bis 2008 war sie Dozentin an der protestantischen theologischen Fakultät der Universität Bern.
Von 2008 bis 2015 arbeitete sie als Professorin für Altes Testament, Geschichte Israels und Geschichte des Nahen Ostens an der Universität Straßburg.
Seit 2016 ist sie dort ordentliche Professorin (Professeur des universités 1re classe).
Hunziker-Rodewald beherrscht die modernen Sprachen Deutsch, Englisch und Französisch.
Außerdem hat sie Kenntnisse in den alten Sprachen Altgriechisch, Latein, Aramäisch, Hebräisch, Ugaritisch, Phönizisch-Punische und transjordanische Sprachen.

## Ämter und Mitgliedschaften (Auswahl)
Hunziker-Rodewald ist Mitglied seit
- 1995 des Deutschen Palästinavereins
- 2002 der Society of Biblical Literature
- 2009 des Palestine Exploration Fund
- 2010 der Deutschen Morgenländische Gesellschaft.

Seit 2017 ist sie Präsidentin der Julius-Euting-Gesellschaft in Tübingen.

## Forschungsprojekte (Auswahl)
Zusammen mit Astrid Nunn arbeitete Hunziker-Rodewald an
den Les terres cuites féminines de l’époque du Fer II (1.000 – env. 600 av. J. C.) à l’est du Jourdain (Ikonismus und Anikonismus im altorientalischen Kult)
und im Bereich der Levante an der Planung eines Grabungsprojekts auf der Unterstadt des Tall Zira'a in der antiken Provinz Gilead (Nordjordanien, Eisenzeit und Achämenidenzeit).
In dem französisch-deutsch-türkischen Projekt Die Siloah-Inschrift 1880–1891 arbeitet Hunziker-Rodewald zusammen mit A. Ruwe, Greifswald (Deutschland), F. Sakal, Doha (Katar) und Edhem Eldem, Istanbul (Türkei).
Die Forschergruppe dokumentiert die noch vorhandenen Reste der Inschrift und die Stadien ihrer Entschlüsselung.

## Familie
Hunziker-Rodewald hat drei Söhne.

## Veröffentlichungen (Auswahl)
- Tonfigurinen als Marker von Kulturkontakt: ein Fallbeispiel, Welt des Orients 47/1 Traders and the Exchange of Religious Ideas: Case Studies of Material Evidence, S. 66–105, 2017
- Sodome. Sur les traces de Loth dans la Bible hébraïque, Graphè 25, S. 15–37, 2016
- Lettres, chiffres et dessins: sur un ostracon énigmatique conservé à la BNU, La Revue de la BNU 13, S. 16–23, 2016
- Experimental Archaeology Workshop Terracotta Female Figurines from the Ancient Near East (The Levant and Mesopotamia, II–I Millennium B.C.E.), Les Carnets de l’ACoSt 14, 2016, online
- Thrones in Sheol: An Ancient Near Eastern Motif in Isaiah 14:9, Iconographic Exegesis of the Hebrew Bible/Old Testament. An Introduction to Its Theory, Method, and Practice (Hrsg. I. de Hulster et al.; Göttingen: Vandenhoeck & Ruprecht), S. 165–180, 2015
- Blessings for the Overlord! Another Ammonite Seal, Visions of Life in Biblical Times. Essays in Honor of Meir Lubetski (Hrsg. C. Gottlieb et al., Sheffield* Sheffield Phoenix Press), S. 151–176, 2015
- The Shihan Stele Reconsidered zusammen mit Robert Deutsch, Bible et Proche-Orient II. Mélanges André Lemaire (Hrsg. J. Elayi und J.-M. Durand), Transeuphratène 45/II, S. 51–67, pl. VI–X, 2014
- Ruisselant de lait et de miel. Une expression reconsidérée, Revue d’Histoire et de Philosophie Religieuses 93/1 Fête, repas, identité – Hommage à Alfred Marx, S. 135–144, 2013
- Hirt und Herde: Ein Beitrag zum alttestamentlichen Gottesverständnis, 2001, Kohlhammer W., ISBN 978-3-17-017090-2

### Beteiligung an Buchprojekten zusammen mit anderen
- Figurines féminines nues (Néolithique-IVe s. ap. J.-C.). Proche Orient, Egypte, Nubie, Méditerranée: Actes du colloque international, Strasbourg 25-26 juin, 2020, DE BOCCARD, ISBN 978-2-7018-0532-0
- The Book of Samuel and Its Response to Monarchy, W. Kohlhammer GmbH, 2020, ISBN 978-3-17-037040-1
- Iconographic Exegesis of the Hebrew Bible / Old Testament: An Introduction to Its Method and Practice, Vandenhoeck & Ruprecht, 2015, ISBN 978-3-525-53460-1
- Recording New Epigraphic Evidence; Essays in Honor of Robert Deutsch, Leshon Limudim, 2015, ISBN 978-965-7162-21-7
- Biblical Lexicology: Hebrew and Greek: Semantics – Exegesis – Translation, De Gruyter, 2015, ISBN 978-3-11-031206-5
- Wörterbuch alttestamentlicher Motive, wbg Academic in Wissenschaftliche Buchgesellschaft, 2013, ISBN 978-3-534-24681-6
- Diasynchron: Beiträge zur Exegese, Theologie und Rezeption der Hebräischen Bibel. Walter Dietrich zum 65. Geburtstag, W. Kohlhammer GmbH, 2009, ISBN 978-3-17-020822-3